# Olios provocator
Olios provocator är en spindelart som beskrevs av Charles Athanase Walckenaer 1837. Olios provocator ingår i släktet Olios och familjen jättekrabbspindlar. Inga underarter finns listade i Catalogue of Life.